# Kidtonik
 (décembre 2022).
 (juillet 2009).
Si vous disposez d'ouvrages ou d'articles de référence ou si vous connaissez des sites web de qualité traitant du thème abordé ici, merci de compléter l'article en donnant les références utiles à sa vérifiabilité et en les liant à la section « Notes et références ».
Kidtonik est un groupe français de musique Dance/Pop pour enfants produit par l'émission Iapiap ! diffusée sur Canal J et produit par Heben Music. Le groupe, créé en 2008, est composé de six jeunes adolescents : Morgane, Alexis, Joanna, Robin, Oihana et Sarah qui a fait un album solo.

## Membres
- Morgane Goffard (née le 12 novembre 1996) d'Orbais-l'Abbaye (Marne) : pratique la danse et le chant et rêve d'en faire son métier. Elle a été la première à ouvrir la saison 2008 de IapIap et gagna celle-ci face à Valentin. Elle était parrainée par les Pop System, lauréats de l'édition 2007. Aujourd'hui elle est influenceuse sur Instagram et a annoncé être enceinte le 28 décembre 2022.
- Alexis Durand (né le 22 juin 1998) de Juvisy-sur-Orge (Essonne) : aime le théâtre et les animaux, a chanté Mon amant de Saint Jean, une chanson autrefois interprétée par Lucienne Delyle et reprise par Patrick Bruel, le 24 novembre devant Lorie. Aujourd'hui il est youtuber et poste des vidéos de reprises. Il est également soliste dans Je Vais T'aimer et travaille régulièrement avec des émissions de variétés comme 300 chœurs
- Joanna Miles (née Joanna Hanna Miles le 15 avril 1998) de Saint-Maurice (Val de Marne) : a pour parrain Cyril Cinélu, lauréat de Star Academy 2006. Elle a repris le 12 janvier Au soleil, un titre du répertoire de Jenifer. Aujourd'hui, elle exerce en tant que chirurgien-dentiste.
- Sarah Michelle (née Sarah Annie Michelle Gotrot le 2 janvier 1994) habite Plivot (Marne) : chante depuis l'âge de dix ans, prend des cours de chant, aime la danse, la course à pied, le dessin et la comédie. Elle est ceinture marron en karaté. Elle est pour le moment la seule du groupe à s'être lancée dans une carrière solo.
- Robin Livin (né le 18 septembre 1993) de Givry (Belgique) : a commencé à chanter entre trois et quatre ans, il prend des cours de chant et de guitare. Parrainé par Lorie, il a interprété un titre de Mika, (Grace Kelly) lors de l'émission où il a été sélectionné. Il vit aujourd’hui à Bruxelles et est professeur de chant.
- Oihana Lob (née Oihana Caroline Lob le 10 mai 1997) habite Cestas près de Bordeaux : elle chante depuis qu'elle a cinq ans, a participé à de nombreux concours de chant et fait du piano depuis qu'elle a un an. Aujourd'hui, elle est interne en médecine.

## Discographie
Kidtonik a sorti un premier album, Aller plus loin, le 27 octobre 2008, ainsi que plusieurs singles : Aller plus loin, Left & right, Jusqu'au bout et Le Mégamix. Leur 2e album No limit, sorti le 1er mars 2010, contient 10 titres.

### Albums
| Année | Album           | Meilleur Classement | Meilleur Classement | Ventes                               |
| Année | Album           | France              | France TL           | Ventes                               |
| ----- | --------------- | ------------------- | ------------------- | ------------------------------------ |
| 2008  | Aller Plus Loin | 50                  | 59                  | 100 000 exemplaires[réf. nécessaire] |
| 2010  | No Limit        | 128                 | 154                 | 15 000 exemplaires                   |

### Singles
| Année | Singles           | Classement des ventes | Album           |
| Année | Singles           | France                | Album           |
| ----- | ----------------- | --------------------- | --------------- |
| 2008  | Aller plus loin   | 4                     | Aller plus loin |
| 2008  | Left & Right      | 6                     | Aller plus loin |
| 2008  | Jusqu'au bout     | 7                     | Aller plus loin |
| 2009  | Le mégamix        | 11                    | Aller plus loin |
| 2010  | Traverser la nuit | 21                    | No Limit        |
| 2010  | Hey               | 23                    | No Limit        |